# 166 Rhodope
Rhodope (asteroide 166) é um asteroide da cintura principal, a 2,1158993 UA. Possui uma excentricidade de 0,2120181 e um período orbital de 1 607,17 dias (4,4 anos).
Rhodope tem uma velocidade orbital média de 18,17621151 km/s e uma inclinação de 12,01011º.
Este asteroide foi descoberto em 15 de Agosto de 1876 por Christian Peters.
Este asteroide recebeu este nome em homenagem à ninfa Ródope da mitologia grega.